# العلاقات الأوزبكستانية البالاوية
العلاقات الأوزبكستانية البالاوية هي العلاقات الثنائية التي تجمع بين أوزبكستان وبالاو.

## مقارنة بين البلدين
هذه مقارنة عامة ومرجعية للدولتين:
| وجه المقارنة                                              | أوزبكستان       | بالاو                         |
| --------------------------------------------------------- | --------------- | ----------------------------- |
| المساحة (كم2)                                             | 448.98 ألف      | 465                           |
| عدد السكان (نسمة)                                         | 32.39 مليون     | 21.73 ألف                     |
| الكثافة السكانية (ن./كم²)                                 | 72.14           | 4.67 ألف                      |
| العاصمة                                                   | طشقند           | نغيرولمود، كورور              |
| اللغة الرسمية                                             | اللغة الأوزبكية | لغة إنجليزية، اللغة البالاوية |
| العملة                                                    | سوم أوزبكستاني  | دولار أمريكي                  |
| الناتج المحلي الإجمالي (بليون دولار)                      | 48.72 مليار     | 291.54 مليون                  |
| الناتج المحلي الإجمالي (تعادل القوة الشرائية) بليون دولار | 190.50 مليار    | 326.12 مليون                  |
| الناتج المحلي الإجمالي الاسمي للفرد دولار أمريكي          | 2.13 ألف        | 13.50 ألف                     |
| الناتج المحلي الإجمالي للفرد دولار أمريكي                 | 5.57 ألف        | 14.76 ألف                     |
| مؤشر التنمية البشرية                                      | 0.675           | 0.780                         |
| رمز المكالمات الدولي                                      | +998            | +680                          |
| رمز الإنترنت                                              | .uz             | .pw                           |
| المنطقة الزمنية                                           | ت ع م+05:00     | ت ع م+09:00                   |

## منظمات دولية مشتركة
يشترك البلدان في عضوية مجموعة من المنظمات الدولية، منها:
| علم المنظمة | اسم المنظمة                        | تاريخ انضمام أوزبكستان | تاريخ انضمام بالاو |
| ----------- | ---------------------------------- | ---------------------- | ------------------ |
|             | مؤسسة التنمية الدولية              | 24 سبتمبر 1992         | 16 ديسمبر 1997     |
|             | الأمم المتحدة                      | 2 مارس 1992            | 15 ديسمبر 1994     |
|             | البنك الدولي للإنشاء والتعمير      | 21 سبتمبر 1992         | 16 ديسمبر 1997     |
|             | بنك التنمية الآسيوي                | 1995                   | 2003               |
|             | منظمة حظر الأسلحة الكيميائية       | ?                      | ?                  |
|             | مؤسسة التمويل الدولية              | 30 سبتمبر 1993         | 16 ديسمبر 1997     |
|             | وكالة ضمان الاستثمار متعدد الأطراف | 4 نوفمبر 1993          | 16 ديسمبر 1997     |
|             | يونسكو                             | 26 أكتوبر 1993         | 20 سبتمبر 1999     |

## وصلات خارجية
- موقع وزارة الخارجية الأوزبكستانية